# Chloroclysta rubroviridata
Chloroclysta rubroviridata là một loài bướm đêm trong họ Geometridae.